# Элькана
Элькана (ивр. אלקנה‎) — израильское поселение и местный совет на Западном берегу реки Иордан, в Самарии. Элькана была основана в 1977 году.
В настоящее время главой является Асаф Минцер. Примерная площадь Эльканы составляет 1190 дунамов.

## Население
По данным Центрального статистического бюро Израиля, население на начало 2020 года составляло 3 838 человек.

## История
Элькана была основана в 1977 году группой религиозных и нерелигиозных евреев из Гуш-Эмуним. 
Элькана была создана, как одно из самых ранних поселений в Иудее и Самарии, после того, как 64 члена Кнессета подписали закон, позволяющий использование государственной земли в районе строительства. 
1 мая 1977 года, пятнадцать человек приехали на территорию будущего поселения и начали подготавливать её для прибытия первых семей будущих жителей поселения в день официального открытия строительства (10 мая). Среди первых семей переехавших в поселок, была семья бывшего начальника Генерального штаба Шауля Мофаза. Уже через несколько месяцев сорок семей переехали в подготовленные сборные дома, а через два года в поселении проживало уже более ста семей.
Элькана стала четвёртым поселением, утверждённым семнадцатым правительством Израиля во главе с Ицхаком Рабиным, после поселений Кадум, Офра и Маале-Адумим. 